# حارة الوحش (المعلا)

تعديل مصدري - تعديل

حارة الوحش هي إحدى حارات حي ردفان الواقع بمديرية المعلا التابعة لمحافظة عدن، بلغ تعداد سكانها 1816 نسمة حسب تعداد اليمن لعام 2004.